# LibreCAD
A LibreCAD (korábbi nevén QCad később CADuntu) egy szabadon használható 2D-s CAD rendszer. Több szabad szoftverhez hasonlóan a támogatást a felhasználók közössége és a fejlesztők adják. Használható a Windows, Apple és Linux operációs rendszereket használó számítógépeken egyaránt. A felhasználói felület elkészítéséhez Qt keretrendszert használtak.
Alapvetően DWG formátumot képes megnyitni, és írni, de néhány egyéb formátumot is kezel (DXF, SVG, JPG, PNG, PDF).
A program rendszerkövetelményei viszonylag alacsonyak a telepítő mindössze hozzávetőleg 30 mb